# 達利奧·丹贊奴域
達利奧·丹贊奴域（Dario Damjanović，1981年7月23日—），南斯拉夫職業足球員，司職中場，現時效力塞尔维亚足球超级联赛球會OFK貝爾格萊德。

## 球員生涯
丹贊奴域經驗豐富，曾效力德國球會凱沙羅頓、塞爾維亞球會雅戈丁那及新帕扎爾等球會，又踢過克羅地亞勁旅夏德，又曾於俄超搵食。
2009年，丹贊奴域加盟德乙球會凱沙羅頓更協助球隊奪冠升上德甲。
丹贊奴域曾在2008年隨克羅地亞球會夏德訪港出戰賀歲盃，與香港球壇早已結緣。
2014－15球季，丹贊奴域由巴古沙引薦，加盟香港超級聯賽球隊太陽飛馬，獲太陽飛馬總監陳志康稱為「最後板塊」，是太陽飛馬今季第10個新球員，更與飛馬射手拉斯錫分屬師兄弟。

## 國際賽生涯
丹贊奴域是2010年南非世盃歐洲區外圍賽波斯尼亞國家隊的主力成員，上陣17次攻入2球。

## 外部連結
- 香港足球總會網站球員資料 （页面存档备份，存于）